# Eric Solomon
Eric Solomon, teilweise auch Eric W. Solomon (* 3. März 1935 in Royal Sutton Coldfield; gestorben 3. April 2020 in Ilford), war ein britischer Spieleautor.
Von 1954 bis 1961 studierte er Physik, Metallurgie und Mathematik an der Universität Southampton und an der Universität Reading. Nach seiner Promotion zum Doktor der Mathematik arbeitete er als Softwareentwickler und Programmierer bei verschiedenen Computerfirmen in England. 1965 machte er sich als DV-Berater selbständig. 1993 wurde er mit der CIBSE Napier Medaille ausgezeichnet.
Seit 1972 erfand Eric Solomon zahlreiche Spiele und veröffentlichte einige Spielebücher. Seine Spiele zeichnen sich durch Einfachheit und klare Strukturen aus. Gleichzeitig legte Solomon großen Wert auf eine originelle und spannungsreiche Gestaltung seiner Spiele, bei denen es meist auf taktisches Denken und Strategie ankommt.

## Spiele
- Sigma File 1972 ist das erste Spiel, das in verschiedenen Ländern unter diversen Namen und bei verschiedenen Verlagen herauskam. Es hieß außerdem: 
  - Conspiracy (Milton Bradley USA)
  - Agent (Pelikan Deutschland)
  - Dossier X (Niederlande)
  - Casablanca (Amigo Deutschland) Auswahlliste Spiel des Jahres 1991
- Black Box 1976 (Weddingtons GB, Parker Brothers USA, Franjos Deutschland), sein im Vereinigten Königreich wohl erfolgreichstes Spiel. Dieses Spiel heißt auch
  - Logo (Parker Brothers USA)
  - Ordo (Parker Brothers USA)
  - Ko-Code (Clipper Niederlande)
- Alaska (Ravensburger Deutschland) 1979. Auswahlliste Spiel des Jahres 1979
- Ballonrennen 1981 (Ravensburger) aufwändige und teure dreidimensionale Produktion.
- Thoughtwave Intellect (UK), 1974. Auch als
  - Ultra (Parker, USA und Deutschland) 1976.
- Entropy Skirrid International, 1977.
- Spellmaker Heritage-Verlag (USA) 1978.
- Billabong erfunden 1984; veröffentlicht als Brettspiel von Amigo (Deutschland) 1991, dann von Franjos 1994; Auswahlliste Spiel des Jahres 1994, Im Jahr 2018 erneut veröffentlicht.